# Брентвуд (Меріленд)
Брентвуд (англ. Brentwood) — місто (англ. town) в США, в окрузі Графство принца Георга штату Меріленд. Населення — 3828 осіб (2020).

## Географія
Брентвуд розташований за координатами 38°56′37″ пн. ш. 76°57′24″ зх. д. / 38.94361° пн. ш. 76.95667° зх. д. (38.943665, -76.956795).  За даними Бюро перепису населення США в 2010 році місто мало площу 0,99 км², уся площа — суходіл.

## Демографія
Згідно з переписом 2010 року, у місті мешкало 3046 осіб у 933 домогосподарствах у складі 624 родин. Густота населення становила 3068 осіб/км².  Було 1046 помешкань (1054/км²).
Расовий склад населення:
| - 38,0 % — чорних або афроамериканців - 25,9 % — білих - 1,9 % — азіатів - 0,6 % — корінних американців - 27,7 % — осіб інших рас |

До двох чи більше рас належало 5,8 %. Частка іспаномовних становила 45,3 % від усіх жителів.
За віковим діапазоном населення розподілялося таким чином: 26,2 % — особи молодші 18 років, 66,8 % — особи у віці 18—64 років, 7,0 % — особи у віці 65 років та старші. Медіана віку мешканця становила 32,8 року. На 100 осіб жіночої статі у місті припадало 102,5 чоловіків;  на 100 жінок у віці від 18 років та старших — 103,8 чоловіків також старших 18 років.
Середній дохід на одне домашнє господарство  становив 72 162 долари США (медіана — 57 650), а середній дохід на одну сім'ю — 75 524 долари (медіана — 65 428). Медіана доходів становила 32 500 доларів для чоловіків та 32 299 доларів для жінок. За межею бідності перебувало 10,7 % осіб, у тому числі 14,9 % дітей у віці до 18 років та 0,0 % осіб у віці 65 років та старших.
Цивільне працевлаштоване населення становило 1802 особи. Основні галузі зайнятості: науковці, спеціалісти, менеджери — 15,4 %, мистецтво, розваги та відпочинок — 14,5 %, освіта, охорона здоров'я та соціальна допомога — 14,3 %.